# كريس بايك
كريس بايك (بالإنجليزية: Chris Pike)‏ هو لاعب كرة قدم بريطاني في مركز الهجوم، ولد في 19 أكتوبر 1961 في كارديف في المملكة المتحدة. لعب مع كارديف سيتي ونادي باري تاون يونايتد ونادي سانت إيلي تاون ونادي غيلينغهام ونادي فولهام ونادي كمبران تاون ونادي هيرفورد.